# ستوربريدج
ستوربريدج (بالإنجليزية: Stourbridge)‏ هي مدينة سوق تقع في منطقة دودلي الحضرية في ويست ميدلاندز، إنجلترا. تقع المدينة على نهر ستور، على بعد حوالي 10 ميل (16 كيلومتر) غرب برمنغهام. تاريخيًا كانت تقع في ورشستر، وكانت مركز صناعة الزجاج البريطاني أثناء الثورة الصناعية. سجل تعداد المملكة المتحدة لعام 2011 أن عدد سكان المدينة بلغ 63298 نسمة.

## الجغرافيا
تقع ستوربريدج على بعد حوالي 10 ميل (16 كيلومتر) إلى الغرب من برمنغهام. وهي جزء من منطقة دودلي الحضرية على الحافة الجنوبية الغربية من بلاك كنتري وتجمع ويست ميدلاندز الحضري، وتشمل ستوربريدج قرى وضواحي أمبلكوت، ولي، ونورتون، وأولدسوينفورد، وبيدمور، وستامبيرميل، وستورتون، وولستون، وولسكوت، ووردسلي.
يتكون جزء كبير من ستوربريدج من شوارع سكنية تتخللها مساحات خضراء. تم افتتاح حديقة ماري ستيفنز في عام 1931، وتحتوي على بحيرة، ومنصة موسيقية، ومقهى، ومساحات مفتوحة. هناك حديقتان كبيرتان أخريان تم إهداؤهما لشعب ستوربريدج من قبل عائلة ستيفنز، واحدة في (Lye/Wollescote) والأخرى في (Quarry Bank)، وكلاهما بهما مقاهي.
تقع مدينة ستوربريدج، التي يحدها حزام أخضر من الأراضي، بالقرب من الريف مع تلال كلينت إلى الجنوب وجنوب غرب ستافوردشاير وكينفر إيدج إلى الغرب.

## تاريخ

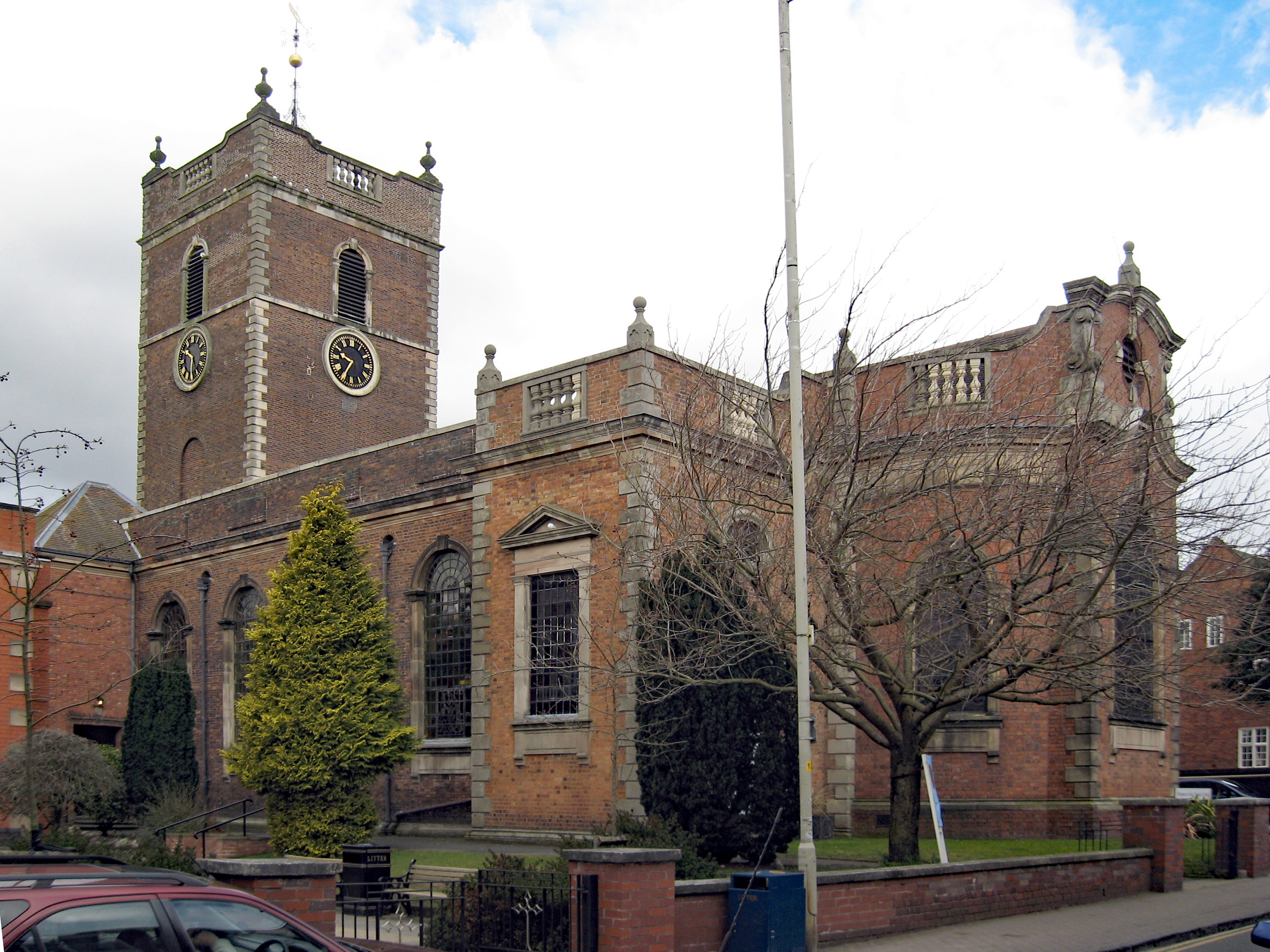
كنيسة القديس توماس

تم إدراج ستوربريدج في قائمة محاكمات ورشستر لعام 1255 باسم ستوربروج (Sturbrug) أو ستورسبريدج (Sturesbridge). تمت تسمية البلدة التي تعود إلى العصور الوسطى على اسم الجسر الذي يعبر نهر ستور. كانت المستوطنة تُعرف في الأصل باسم بيدكوت (Bedcote) ومن المرجح أنها كانت ذات أصل أنجلو ساكسوني. كانت تقع ضمن ملكية سوينفورد (Swynford) أو سوينفورد (Suineford) (أولدسوينفورد حاليًا)، والتي ظهرت في كتاب دوميزدي لويليام الفاتح عام 1086.
يصف الدليل التجاري الوطني لشركة بيجوت وشركائه لعامي 1828 و1829 (Pigot and Co.'s National Commercial Directory for 1828-9) مدينة ستوربريدج بأنها "مدينة سوق مكتظة بالسكان وثرية ومزدهرة"، ويذكر أن عدد سكانها في عام 1821 بلغ 5090 نسمة.
في عام 1966، تم نقل حدود ستوربريدج بين ورشستر وستافوردشاير، والتي كانت تُميزها لقرون من الزمان نهر ستور، بضعة أميال إلى الشمال عندما تم دمج أمبلكوت في بلدة ستوربريدج. بعد قانون الحكومة المحلية لعام 1972، تم دمج ستوربريدج في منطقة دودلي الحضرية وأصبحت جزءًا من مقاطعة ويست ميدلاندز الأوسع في عام 1974.

### صناعة الزجاج في ستوربريدج
تُعطي المدينة اسمها للإنتاج المحلي للزجاج، والذي تم تصنيعه منذ أوائل القرن السابع عشر. ثبت أن الطين المحلي مناسب بشكل خاص للصناعة، حيث تم استخدامه بشكل أساسي بعد هجرة عمال مناجم الفحم الفرنسيين في الشتات الهوغونوتي. ومع ذلك، فإن معظم صناعة الزجاج كانت تقع في الواقع في المناطق المحيطة بما في ذلك وردسلي، وأمبلكوت، وأولدسوينفورد. إن الموارد الطبيعية الغنية من الفحم والطين الحراري لتبطين الأفران جعلتها الموقع المثالي لهذه الصناعة. بلغت صناعة الزجاج ذروتها في القرن التاسع عشر، بتشجيع من عائلة صناعة الزجاج الشهيرة، عائلة جيفونز.
أشارت إحصاءات عام 1861 إلى أن 1032 من سكان ستوربريدج كانوا مشاركين في تجارة الزجاج بطريقة أو بأخرى. ومن بين هؤلاء، كان 541 عاملاً في صناعة الزجاج - وهي زيادة عن 409 عام 1851، ويُعتقد أن ذلك كان ناجمًا جزئيًا عن انهيار صناعة الزجاج في دودلي القريبة في خمسينيات القرن التاسع عشر. كانت الغالبية العظمى من المشاركين في تجارة الزجاج يأتون من ستافوردشاير، ووركشير، وورشستر، وشروبشاير. 9% كانوا من أجزاء أخرى من إنجلترا، بينما 0.2% جاءوا من خارج البلاد. ومن المثير للاهتمام بشكل خاص هم قاطعو الزجاج، حيث إن 8.1% منهم جاءوا من أيرلندا، ويُعتقد أن ذلك كان نتيجة تراجع صناعة قطع الزجاج الأيرلندية في النصف الأول من القرن التاسع عشر. كانت المنازل التي يسكنها صانعو الزجاج ذات جودة أفضل بكثير مقارنة بالأحياء الفقيرة التي عاش فيها صانعو المسامير في ليي وولسكوت. ومع ذلك، كان عدد قليل فقط من عمال الزجاج يمتلكون منازلهم الخاصة.
يُعتقد أن مخروط المنزل الأحمر (Red House Cone) هو المخروط الزجاجي الوحيد المتبقي من نوعه، ويقع على قناة ستوربريدج في ووردسلي. وهو موقع متحف البيت الأحمر للزجاج، وتقام فيه بانتظام عروض نفخ الزجاج التقليدي.

## في الوقت الحالي
شهد مركز المدينة تجديدًا كبيرًا في السنوات الأخيرة. في عام 2014، تم افتتاح المركز الطبي (Lion Health) في مصنع المسبك السابق الذي تم تجديده لشركة (Foster, Rastrick and Company) - حيث تم تصنيع قاطرة (Stourbridge Lion). ستعمل المرحلة التالية من التجديد في موقع المسبك على إنشاء حديقة بجوار قناة ستوربريدج مع "مركز تراثي ومجتمعي" يسمى (Riverside House).
تم افتتاح مركز كراون للتسوق في أسفل شارع ستوربريدج هاي ستريت في عام 2013 في موقع مركز كراون القديم وموقف السيارات متعدد الطوابق في شارع بيل، والذي تم هدمه بين عامي 2012 و2013. تبلغ تكلفة المركز التجاري الجديد 50 مليون جنيه إسترليني، ويضم 60,000 قدم2 (5,600 م2) متجر تيسكو الرئيسي، وموقف سيارات تحت الأرض من طابقين، وستة متاجر بيع بالتجزئة، ومنطقة طعام مركزية. خضعت محطة حافلات ستوربريدج لعملية إعادة تطوير كبيرة وأعيد افتتاحها باسم تقاطع ستوربريدج في أبريل 2012.
في عام 2010، حصلت ستوربريدج على وضع مدينة التجارة العادلة. يقام سوق ستوربريدج للمزارعين والحرف اليدوية يومي السبت الأول والثالث من كل شهر في ساحة الساعة. يستضيف منتزه ماري ستيفنز طوال فصل الصيف حفلات موسيقية حية في الهواء الطلق.
في تعداد عام 2011، كان متوسط عمر الأشخاص في ستوربريدج 42 عامًا.
مارجوت جيمس، محافظة شغلت منصب الدائرة البرلمانية ستوربريدج في الفترة من 2010 إلى 2019. وقد خلفتها في انتخابات 2019 سوزان ويب من نفس الحزب. بعد الانتخابات العامة لعام 2024، أصبحت كات إكليس، من حزب العمال، عضوًا في البرلمان.

## النقل
تلتقي ثلاثة طرق رئيسية في ستوربريدج، وهي (A451) و(A458) و(A491)، ويشكل الأخير الطريق الدائري أحادي الاتجاه في ستوربريدج.
تحتوي مدينة ستوربريدج على محطتين للسكك الحديدية، المحطة الرئيسية هي محطة ستوربريدج جانكشن. ومن هنا، تستغرق الرحلة إلى برمنغهام حوالي 30 دقيقة، وإلى ورشستر 30 دقيقة، وإلى لندن ما بين ساعتين إلى ساعتين ونصف. المحطة الأخرى، (Stourbridge Town)، يتم خدمتها فقط بواسطة خدمة النقل المكوكية من وإلى (Stourbridge Junction). يُعتقد أن خط فرع ستوربريدج تاون، الذي يبلغ طوله أكثر من نصف ميل (800 متر)، هو أقصر خط فرعي للسكك الحديدية في أوروبا. تم إغلاق الخط الرئيسي السابق إلى ولفرهامبتن عبر دودلي، والفروع إلى وومبورن ووالسول في الستينيات. ومع ذلك، يظل الخط المؤدي إلى دودلي مفتوحًا للشحن حتى محطة راوند أوك ستيل شمال برييرلي هيل. في يناير 2021، تم تقديم مقترحات لإعادة فتح الخط إلى برييرلي هيل أمام الركاب الذين يستخدمون مركبة سكة حديدية خفيفة مماثلة لتلك المستخدمة في خط ستوربريدج الفرعي.
محطة ستوربريدج إنترتشينج هي محطة الحافلات الرئيسية، وتقع في وسط المدينة بجوار محطة سكة حديد ستوربريدج تاون. تم افتتاح المحطة في عام 2012 بتكلفة 7 ملايين جنيه إسترليني. يتم تشغيل معظم الخدمات بواسطة (National Express West Midlands) و(Diamond Bus) والتي توفر روابط إلى المناطق المحلية مثل وولاستون وبيدمور، ووجهات أخرى مثل برمنغهام وولفرهامبتن وكيدرمينستر. تدير (Diamond Bus) الخدمة المطروحة 242 إلى كينفر والتي كانت تديرها سابقًا شركة (The Green Bus Company) ولكن مؤخرًا (Select Bus Services) وأضافت رحلات إضافية.[بحاجة لمصدر]
بالدرّاجة، يربط الطريق الوطني 54 من شبكة الدراجات الوطنية بين ستوربريدج ودودلي عبر مسارات القناة.
تربط قناة ستوربريدج المدينة بقناة ستافوردشاير وورشستر وقناة دودلي رقم 1. هذا يضع ستوربريدج على حلقة ستوربورت، حيث يمكن التنقل بالقوارب الضيقة وتحظى بشعبية بين المصطافين.

## التعليم

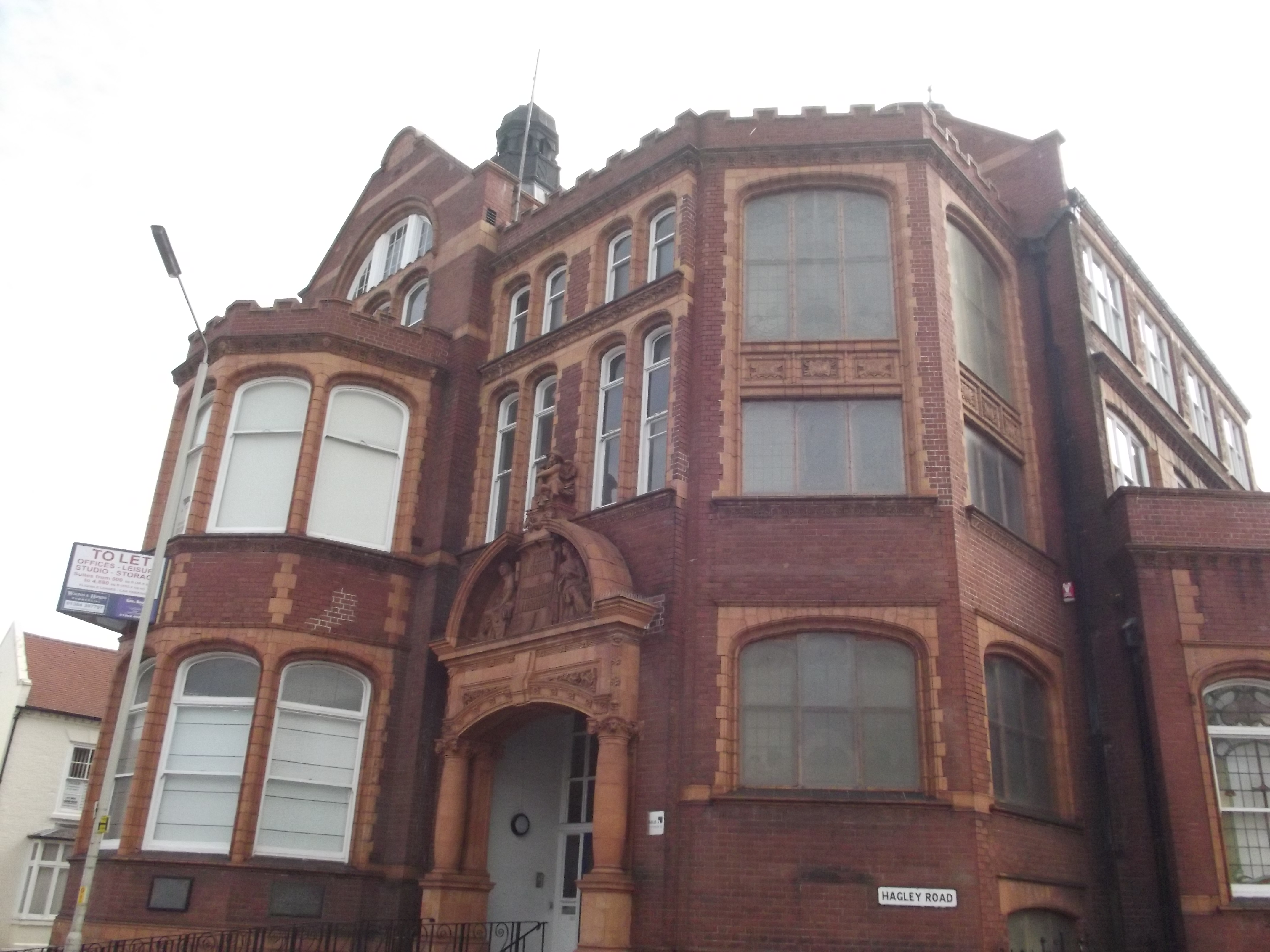
المكتبة المجانية السابقة والكلية التقنية

توجد كلية واحدة في ستوربريدج. تأسست كلية الملك إدوارد السادس في عام 1552، وأصبحت كلية للصف السادس في عام 1976. تأسست كلية ستوربريدج، الواقعة جنوب وسط المدينة، في عام 1958 وتخصصت في الفن والتصميم، ولكن تم إغلاقها في عام 2019.
يوجد أيضًا فصل دراسي سادس (sixth form) في مدرسة مستشفى أولد سوينفورد، والتي أسسها السياسي توماس فولي المولود في ستوربريدج عام 1667. تم تسمية المدرسة الداخلية كأفضل مدرسة ثانوية في دودلي، تليها مدرسة ريد هيل، وهي أكاديمية أيضًا في ستوربريدج.
مدرسة إلمفيلد رودولف شتاينر هي مدرسة مستقلة تتبع منهج شتاينر والدورف التعليمي الدولي.

## ثقافة

### مهرجان الزجاج
يقام المهرجان الدولي للزجاج في (Ruskin Mill) في ستوربريدج كل عامين. يعد بينالي الزجاج البريطاني (British Glass Biennale) المعرض الرئيسي للمهرجان، حيث يعرض أعمالًا معاصرة لصانعي الزجاج في المملكة المتحدة.

### موسيقى
في أواخر الثمانينيات وأوائل التسعينيات، حققت ثلاث فرق مستقلة من ستوربريدج نجاحًا كبيرًا، حيث باعت ملايين الألبومات فيما بينها وظهرت على أغلفة موسيقى إكسبرس جديدة و(Melody Maker). منذ ذلك الحين قام كلينت مانسيل، المغني الرئيسي السابق لفرقة (Pop Will Eat Itself)، بتأليف موسيقى تصويرية لأفلام بما في ذلك البجعة السوداء ومرثية حلم.
كما جاءت فرق الميتال من الثمانينيات (Diamond Head) و(Witchfinder General) وفرقة البوب من الثمانينيات (Kayran Dache) من ستوربريدج، كما التحق روبرت بلانت من فرقة لد زبلين ذات يوم بكلية الملك إدوارد السادس (مدرسة الملك إدوارد السادس الثانوية للبنين آنذاك).

### الوسائط
تغطي الصحف التالية أخبار ستوربريدج: "Stourbridge News" (أسبوعية)،
و"Stourbridge Chronicle" (أسبوعية).
من ستينيات القرن التاسع عشر وحتى أوائل ثمانينيات القرن العشرين، كانت ستوربريدج محل تغطية صحيفة "County Express newspaper". الأرشيفات موجودة الآن على ميكروفيلم في مكتبة ستوربريدج.

### الرياضة
تأسس نادي ستوربريدج لكرة القدم عام 1876 ويلقب بـ(The Glassboys)، ويتقاسم ملعب الحرب التذكاري لألعاب القوى في أمبلكوت مع نادي ستوربريدج للكريكيت. يلعب نادي ستوربريدج للرغبي في حديقة ستورتون في ستورتون القريبة. يتدرب فريقا دودلي وستوربريدج هارييرز في ملعب ديل منذ عام 1964. وتشمل الفرق الأخرى نادي ريد هيل للكرة الطائرة، الذي يلعب في مدرسة ريد هيل. يتدرب نادي ستوربريدج للجري أيضًا في النصب التذكاري للحرب في أمبلكوت.

### الأماكن ذات الأهمية

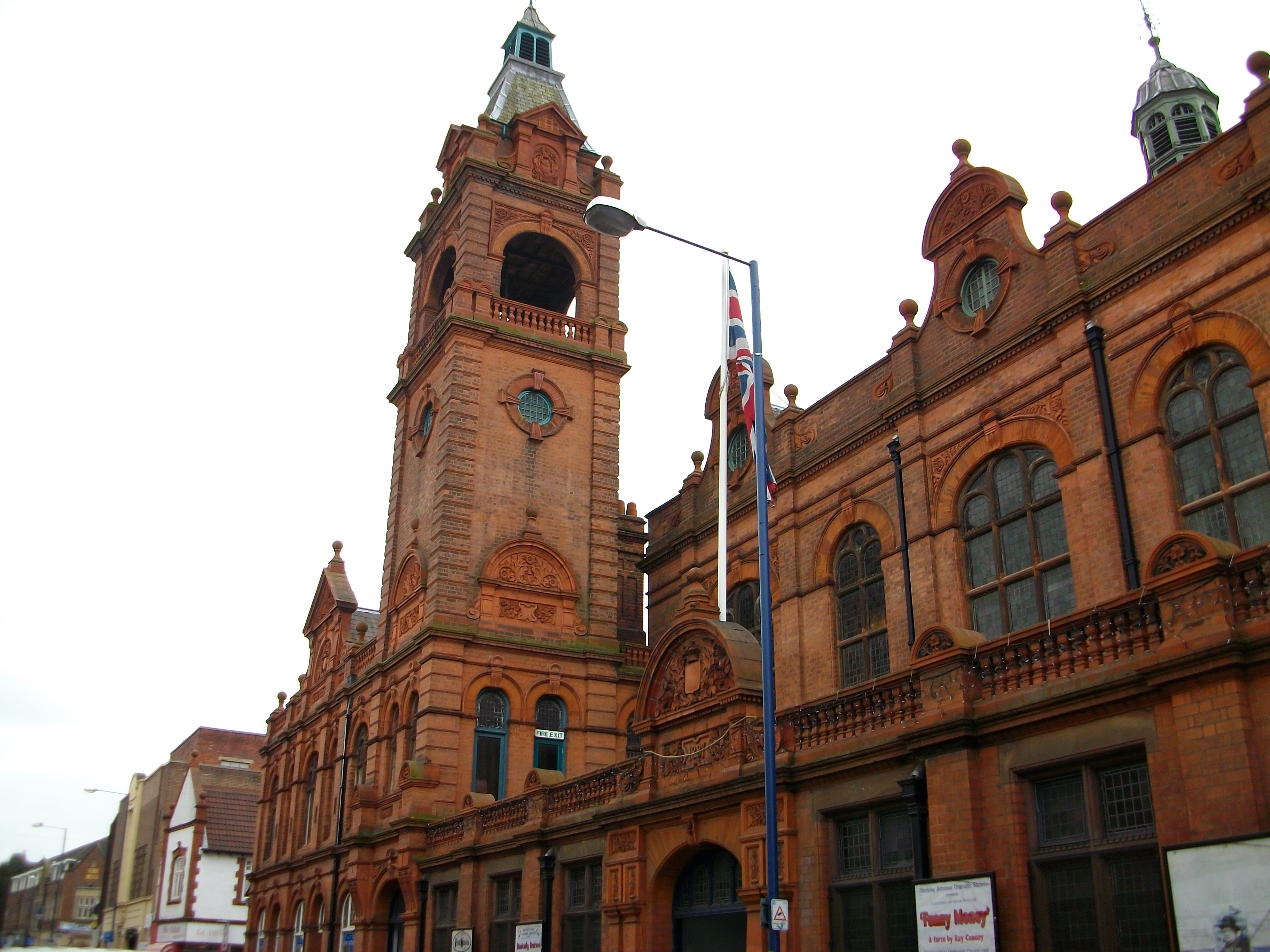
قاعة بلدية ستوربريدج

- متحف بلاك كانتري ليفينج
- كلينت هيلز
- قاعة هاجلي
- منازل صخرية في كينفر إيدج
- حديقة ماري ستيفنز
- مخروط البيت الأحمر
- جسر ستامبيرميل
- قناة ستوربريدج
- قاعة بلدية ستوربريدج
- تلة ويشبوري
- نهر ستور (غابات ستامبيرميل)

### أماكن العبادة
وفقًا لتعداد عام 2011، فإن غالبية الأشخاص الذين يعيشون في ستوربريدج يعتبرون أنفسهم مسيحيين (65%). قال ما يقرب من ربع الأشخاص أنهم لا ينتمون إلى أي دين. أقل من 1% من الأشخاص يعتبرون أنفسهم مسلمين، أو سيخ، أو بوذيين، أو هندوس. تم التعرف على 43 شخصًا باعتبارهم فرسان جيداي.
- كنيسة تشاون هيل, ستوربريدج
- مسجد غوسيا الجامع، ليي
- كنيسة الثالوث الأقدس، أمبلكوت
- كنيسة الأمل المعمدانية، ستوربريدج
- كنيسة السيدة العذراء وجميع القديسين الكاثوليكية، ستوربريدج
- كنيسة المشيخية الوحدوية، ستوربريدج.
- دار اجتماعات الكويكرز، ستوربريدج
- كنيسة القديس جيمس، وولاستون
- سانت ماري، أولدسوينفورد
- كنيسة القديس توماس، ستوربريدج
- كنيسة القديس بطرس، بيدمور
- كنيسة قديسي الأيام الأخيرة، ستوربريدج

## السكان البارزون
الأعمال
- جيمس فوستر، صانع الحديد، مشغل المناجم والمصرفي. كان له دور فعال في جلب أول قاطرة بخارية تجارية إلى منطقة ميدلاندز
- توماس ويب، مؤسس شركة توماس ويب وأولاده

الترفيه
- كينتون ألين، منتج تلفزيوني ومدير تنفيذي (عائلة رويل، سيكس شوتر)، التحق بكلية الملك إدوارد السادس
- بيتر بول، دي جي سابق في راديو بي بي سي 1، والزوج السابق لأنثيا تورنر.

الفنون المسرحية
- والتر برايثوايت، ملحن، عازف بيانو، مدرس
- جوني بريغز، ممثل، (شارك في شارع كورونيشن)
- ديف كارترايت، مغني وكاتب أغاني ومذيع ومؤلف
- كلينت مانسيل، موسيقي وملحن إنجليزي ومغني رئيسي وعازف جيتار سابق لفرقة (Pop Will Eat Itself)، التحق بكلية الملك إدوارد السادس
- يان بيرسون، ممثلة، (شاركت في دكتورز)، ولدت في وولاستون
- جون بيني، موسيقي
- روبرت بلانت، مغني في فرقة ليد زيبلين، التحق بكلية الملك إدوارد السادس
- إستر سميث، ممثلة معروفة بعملها في المسلسلين التلفزيونيين (Uncle) و(Cuckoo)
- أنتوني بيت، الممثل المعروف بدوره كأوليفر ليكون في اقتباسات هيئة الإذاعة البريطانية لروايتي (Tinker Tailor Soldier Spy) و(Smiley's People)، ولد في ستوربريدج.[23]
- تريفور هاريسون، ممثل معروف بدوره كإيدي جروندي في المسلسل التلفزيوني (The Archers) على راديو بي بي سي 4
- ليندسي هولاند، مغنية أوبرا ولدت في بيدمور

العلوم والأكاديميا
- كاثلين بوث، مخترعة أول لغة تجميع للكمبيوتر
- كاي ديفيز، عالمة وراثة
- ديفيد تروتمان، عالم رياضيات بحتة، التحق بكلية الملك إدوارد السادس
- كليمنت ليندلي راج، عالم أرصاد جوية

الرياضة والألعاب
- دون كينيون، لاعب كريكيت، قائد فريق ورشستر
- مات نيل، سائق سباق السيارات
- دان أوهاغان، معلق مباريات كرة القدم على قناة بي بي سي
- روني أوسوليفان، لاعب سنوكر، ولد في مستشفى وردسلي عام 1975
- جود بيلينغهام ، لاعب كرة قدم محترف يلعب حاليًا لصالح نادي ريال مدريد، ولد في ستوربريدج
- جوبي بيلينغهام، لاعب كرة قدم محترف يلعب حاليًا لصالح نادي سندرلاند لكرة القدم، ولد في ستوربريدج
- ألف بيشوب، ولد في ستوربريدج، لاعب كرة قدم محترف في نادي ولفرهامبتون واندررز
- ماثيو راوند جاريدو، سائق سباق السيارات
- ماريا كاتالانو، لاعبة سنوكر
- توني مارش، سائق سباقات الفورمولا واحد
- دين هيدلي، لاعب كريكيت في إنجلترا وميدلسكس وكينت
- هانا بايتون، متسابقة سباقات الطرق النسائية في طواف العالم للدراجات للسيدات
- جورج روبسون لاعب اتحاد الرغبي في فريق هارلكوين
- أليكس نيكولز، لاعب كرة قدم محترف سابق في فرق مثل والسول ودندي يونايتد
- ستيف كوبر، لاعب كرة قدم محترف سابق
- توم ميلنز، لاعب الكريكيت
- كولن غوردون، لاعب كرة قدم محترف سابق ومدير ووكيل كرة قدم
- جوي بيزلي، سبّاحة سابقة شاركت في الألعاب الأوليمبية الصيفية لعامي 1976 و1980
- ريس ديفاين، لاعب كرة قدم محترف
- ريتشارد هانكوكس، لاعب كرة قدم محترف سابق
- ديفيد ماكديرموت، لاعب كرة قدم محترف سابق
- سام أوستن، لاعب كرة قدم محترف
- ماكس ستيلينغ، لاعب الرغبي المحترف السابق لفريق ووستر ووريورز، حضر مستشفى أولد سوينفورد
- سام فيلد، لاعب كرة قدم محترف

الكُتّاب
- عاش جيروم كلابكا جيروم، مؤلف كتاب ثلاثة رجال في قارب، في ستوربريدج في طفولته قبل أن تنتقل عائلته إلى لندن
- عاش صمويل جونسون وعمل في ستوربريدج لفترة من الوقت
- ديفيد ماسي، مؤلف كتاب (Torn and Taken) الذي نُشر عالميًا بواسطة (The Chicken House)
- إس جيه واتسون ، مؤلف كتاب (Before I Go to Sleep)
- بريت ويستوود، مقدم برامج إذاعية ومؤلف

آخرون
- ويليام هنري بيري، القاتل والمشتبه به في قضية جاك السفاح
- فرانك فولي، " شيندلر البريطاني" غير المعروف نسبيًا، تقاعد في ستوربريدج. يوجد له نصب تذكاري في حديقة ماري ستيفنز
- راشيل تريفور مورجان، صانعة القبعات للملكة

## في الثقافة الشعبية
- يُعتقد أن عالم موردور الخيالي في الأرض الوسطى في ثلاثية سيد الخواتم مستوحى من منطقة بلاك كانتري في العصر الفيكتوري. نشأ المؤلف جون رونالد تولكين في المنطقة.[24]